# Henri La Fontaine
Henri Marie La Fontaine (22. dubna 1854, Brusel - 14. května 1943, Brusel) byl významným belgickým právníkem, politikem, bibliografem a zastáncem ženských práv. Společně se svým přítelem Paulem Otletem položil základy dokumentalistiky. S Otletem stál také u zrodu Mezinárodního bibliografického institutu a dalších důležitých soudobých organizací. Jeho činnost je spjata s myšlenkami internacionalismu, který prosazoval. Celý život se angažoval v pacifistickém hnutí, za což byl oceněn Nobelovou cenou za mír. 

## Život
Narodil se do movité bruselské rodiny, díky čemuž se mohl věnovat vzdělání a svým aktivitám. Po studiích na Svobodné univerzitě v Bruselu (Free University of Brussels) se v roce 1877 stal obhájcem. Byl zastáncem emancipace žen. Podobné názory sdílela rovněž jeho sestra Léonie, která La Fontaina podporovala. Byl ženatý. Ovlivněn idejemi britského pacifisty Hogsona Pratta vstoupil na počátku 80. let 19. století do mírového hnutí. Díky jeho stáži u významného belgického obhájce Edmonda Picarda se seznámil s patnáct let mladším právníkem Paulem Otletem, se kterým La Fontaine spolupracoval a udržoval přátelský vztah až do konce svého života. V roce 1893 byl jmenován profesorem mezinárodního práva. Na základě závěrů z Mezinárodní bibliografické konference v Bruselu z roku 1895 založil společně s Otletem Mezinárodní bibliografický institut (Institut International de Bibliographie), z něhož se postupně vyčlenily další instituce, a který položil základy pro vznik Mezinárodní federace pro informace a dokumentaci.
V 90. letech 18. století se začal aktivně angažovat v politice. Byl zastáncem reformních kroků. Roku 1895 úspěšně kandidoval jako jeden z prvních socialistických kandidátů do belgického senátu, kde později zastával četné důležité funkce. V roce 1919 byl pak jmenován místopředsedou belgického senátu.
Za jeho celoživotní činnost, dílo a působení v mírových organizacích obdržel v roce 1913 Nobelovu cenu za mír. Když vypukla první světová válka, La Fontaine se přesunul do Washingtonu D.C. v USA. Po uzavření příměří se vrátil zpět do Belgie. Schopnost věnovat se rozličným oborům a zájmům byla kromě jeho profesionální činnosti znatelná i ve volnočasových aktivitách La Fontaina. Jako mladík napsal sbírku básní, byl vášnivým alpinistou, překládal Wagnerovy opery a mimo jiné přednášel o moderním umění. Byl svobodný zednář.
V meziválečném období se dál věnoval přednášení na univerzitě, politickým aktivitám či řízení svěřených institucí. Ke konci La Fontainova života došlo k útlumu jeho spolupráce s Paulem Otletem. Ačkoliv nespolupracovali tak intenzivně jako dříve, byli stále v kontaktu. Konce druhé světové války se Henri La Fontaine nedožil. Zemřel 14. května 1943 v Bruselu, o rok dříve než jeho přítel Otlet.

## Činnost v oboru dokumentalistiky
Počátky La Fontainovy bibliografické činnosti můžeme datovat od roku 1881, kdy se začal aktivně podílet na činnosti Společnosti pro sociální a politická studia (Société d'études sociales et politiques). Zde působil společně s Otletem v bibliografické sekci. Když o několik let poté přišel Otlet s myšlenkou modifikace Deweyho desetinného třídění, La Fontaine podpořil svého přítele a začal přispívat k rozvoji tohoto záměru.

### Mezinárodní bibliografický institut
Roku 1895 se jim díky finanční podpoře belgického průmyslníka a teoretika Ernesta Solvaye a belgické vlády podařilo uspořádat první Mezinárodní bibliografickou konferenci, na níž se diskutovalo mj. o nové formě klasifikace. V důsledku závěrů konference Otleta La Fontaine založili Mezinárodní institut bibliografie (Institut International de Bibliographie, IIB), který sídlil v Bruselu. Původní činnost institutu byla podpora rozvoje klasifikace a propagace univerzálního a jednotného klasifikačního systému. Ústředí institutu, Mezinárodní bibliografická kancelář (L'Office international de Bibliographie), se nacházelo v prostorách darovaných belgickou vládou a bylo jí přímo podřízené. Zde mohl La Fontaine uplatňovat svůj vliv a kontakty, které získal v politice. Kancelář působila nejaktivněji v letech 1895–1935.
Společně s Institutem vznikl také mezinárodní Univerzální bibliografický seznam (Repertoir bibliographique universel), který měl za cíl popis veškerého intelektuálního díla lidstva. Na počátku 20. století pak Otlet s La Fontainem organizovali další mezinárodní konference zaměřené na bibliografii (1897, 1900, 1908, 1910). Mezi léty 1904 a 1907 vyšlo první vydání MDT, které čítalo přes 2000 stran.

### Unie mezinárodních organizací
Roku 1906 byla založena Centrální kancelář mezinárodních asociací jako jedna z institucí podléhající IIB, jež měla sjednocovat zahraniční partnerské asociace. Při Světovém kongresu mezinárodních organizací (1910, World Congress of International Associations) v Bruselu došlo k jejímu přejmenování na Unii mezinárodních asociací (Union of International Associations, UIA). Zde se La Fontaine jako znalec a profesor mezinárodního práva angažoval v pozici generálního tajemníka. Tato organizace je činná dodnes. Rok 1910 byl pro oba přátele přelomový. Kromě založení UIA dostali také prostor k prezentaci na Světové výstavě v Bruselu, z čehož poté vznikla myšlenka Mezinárodního muzea a dalších projektů, do kterých se promítalo jejich internacionální smýšlení. Během první světové války došlo k útlumu činnosti. Rok po jejím skončení získali od belgické vlády prostory (konkrétně Palais du Cinquantenaire u známého bruselského parku) pro realizaci zmíněného muzea. Muzeum působilo pod názvem Světový palác (Palais Mondial), později Mundaneum. Mezitím počet jednotek v univerzálním seznamu rostl velice rychlým tempem (1903 - 6 milionů záznamů, 1930 - 15 milionů záznamů).

### Problémy ve 20. a 30. letech 20. století
Ve 20. letech došlo k omezení dotací od belgické vlády a nucenému přerušení některých aktivit. To způsobilo roku 1922 uzavření Světového paláce. Po intervenci obou právníků byl však znovuotevřen. V rámci institucí, ve kterých působili, organizovali řadu společných konferencí. První z nich se konala v roce 1920 (další v letech 1921–1924) a sdružovala kromě UIA a IIB další organizace. Na základě těchto setkání vznikla myšlenka Mezinárodní univerzity, což byl v podstatě název pro letní školu. La Fontaine tehdy krátce vedl IIB, přičemž spolupracoval s nizozemskými kolegy (např. Frits Donker Duyvis). V roce 1928 jej ve vedení vystřídal mladší Brit Alan Pollard, zástupce reformního křídla IIB. V návaznosti na to došlo mezi roky 1928–1929 ke změnám v celém bibliografickém institutu. Vedení se vzdalo nerealizovatelné myšlenky klasifikace veškerého vědění lidstva, což byl původně hlavní účel IIB.
Ve 30. letech došlo k odtržení Bibliografické kanceláře od IIB a uzavření Mundanea, což La Fontaine i Otlet těžce nesli. Kvůli změnám zaměření došlo také k přejmenování organizace nejprve na Mezinárodní institut dokumentace (International Institute for Documentation, 1931) a později na Mezinárodní federaci pro dokumentaci (International Federation for Documentation, 1937). Roku 1937 byly Otletovi a La Fontainovi uděleny čestné funkce ve vedení této instituce. I přes úctyhodný věk se La Fontaine nevzdal některých úřadů, které zastával, a dále publikoval.

## Další aktivity
V druhé polovině 19. století přispíval do Revue Sociale et Politique. Počátky La Fontainovy politické kariéry jsou spjaty se Belgickou stranou dělníků (Parti Ourvier Belge). Díky své kvalifikaci se zúčastnil tvorby socialistického dokumentu La Justice a později působil aktivně jako senátor. Celkem strávil čtrnáct let ve funkci místopředsedy senátu. Mezi léty 1895–1898 byl zvolen za region Hainaut, poté působil v letech 1900–1932 za Liège a 1935–1936 za Brabant. Stal se také ministrem pro vědu a umění. Během své politické kariéry se věnoval problematice vzdělávání a práce. Prosazoval např. čtyřicetihodinovou týdenní pracovní dobu. Byl činný v diplomacii při urovnávání Búrských válek, formování Společnosti národů a při sepsání tzv. locarnského paktu. Jako člen belgické delegace se zúčastnil prvního shromáždění Společnosti národů (1920–1921) a Pařížské mírové konference, kde zastával ideje internacionalismu. Mezi jeho záměry bylo prosazení mezinárodních institucí a zákonů.
Z jeho dalších aktivit můžeme jmenovat členství v Stálém mezinárodním výboru míru, kde od roku 1907 působil jako prezident. Dále členství v Meziparlamentní unii (Interparliamentary Union), prezidentství v Asociaci pro profesní vzdělávání žen (Association for the Professional Education of Women) nebo akademickou činnost na Svobodné univerzitě v Bruselu. Zde přednášel mezinárodní právo a vývoj legislativních struktur.

## Vybrané publikace
- LA FONTAINE, Henri et OTLET, Paul. (1893) L'Office international de bibliographie sociologique: économie sociale, législation, statistique.
- LA FONTAINE, Henri. (1894) Manuel des lois de la paix: Code de l'arbitrage.
- LA FONTAINE, Henri et OTLET, Paul. (1894) Sommaire méthodique des traités, monographies et revues de sociologie.
- LA FONTAINE, Henri et OTLET, Paul. (1895-96) Création d'un Répertoire Bibliographique Universel.
- LA FONTAINE, Henri. La Femme et le barreau. (1901) Rapport à la Fédération des avocats belges; assemblée générale ordinaire du samedi 27 avril 1901, à Charleroi.
- LA FONTAINE, Henri. (1902) Histoire sommaire et chronologique des arbitrages internationaux (1794–1900).
- LA FONTAINE, Henri. (1902) Pasicrisie internationale: Histoire documentaire des arbitrages internationaux.
- LA FONTAINE, Henri. (1904) Bibliographie de la paix et de l'arbitrage international. Tome premier: Mouvement pacifique.
- LA FONTAINE, Henri et OTLET, Paul. (1908) L'État actuel des questions bibliographiques et l'organisation internationale de la documentation.
- LA FONTAINE, Henri et OTLET, Paul. (1912) La Vie internationale et l'effort pour son organisation.
- LA FONTAINE, Henri et OTLET, Paul. (1913) Congrès mondial des associations internationales. Compte-rendu sommaire de la deuxième session, Gand-Bruxelles, 15-18 Juin 1913.
- LA FONTAINE, Henri et OTLET, Paul. (1914) The Union of International Associations: A World Centre.
- LA FONTAINE, Henri. (1916) The Great Solution: Magnissima Charta.
- LA FONTAINE, Henri. (1934) IID Communications 1.

Pro další publikace přejděte na: https://www.ideals.illinois.edu/handle/2142/4004